# Migros Online
Migros Online (anciennement LeShop.ch) leader suisse des supermarchés en ligne avec une part de marché d’environ 59%, est une filiale de la Fédération des coopératives Migros (FCM), le plus grand détaillant de Suisse. Son principal concurrent est coop.ch, qui appartient au distributeur Coop.

## Entreprise
Le supermarché en ligne distribue 12 500 produits via sa plateforme Internet, dont environ 75% des produits Migros, les produits restants sont des articles de marque, y compris les aliments surgelés et l'alcool. Avec son partenaire, La Poste, Migros Online livre les achats à la maison et offre des livraisons gratuites à plus de 100 points de retrait PickMup.
La société a son siège à Ecublens (VD) avec quatre centres logistiques à Ecublens (VD), Bremgarten (AG), Nebikon (LU) et Cheseaux (VD). En 2019, l'entreprise a réalisé un chiffre d'affaires de 190 millions de francs et employé 304 personnes. Depuis le 1er janvier 2006, Migros Online est une filiale de la Fédération des coopératives Migros (FCM).

## Historique

### 1997 à 2003
LeShop.ch est fondé sous forme d’une société anonyme en 1997 par Alain Nicod, Jesús Martin Garcia, Rémi Walbaum et Christian Wanner. Premier supermarché en ligne de Suisse et l’un des premiers dans le monde, LeShop.ch est lancé en avril 1998, avec un assortiment de plus de 1500 articles non périssables. La livraison à domicile est assurée grâce à un partenariat avec La Poste dans toute la Suisse. En novembre 1998, LeShop.ch développe une chaîne de froid pour la livraison de produits frais et inclut dans son assortiment des fruits, des légumes, de la viande, etc.
En juin 2000, le Groupe Bon appétit s’engage à hauteur de 33,3 % dans le capital-actions de LeShop.ch SA. Le cofondateur Christian Wanner devient CEO de l’entreprise en novembre 2000.
Le premier centre de distribution ouvre à Bremgarten (AG) en août 2001, après quatre mois de construction. Un partenariat avec ExpressPost garantit la logistique de livraison.
En décembre 2002, le Groupe Bon appétit, actionnaire principal de LeShop.ch, annonce sa fermeture à la fin de l’année, le groupe d’investisseurs privé ShoppingNet Holding SA et la Direction reprennent l’entreprise.

### 2004 à 2012
En septembre 2003, LeShop.ch annonce une alliance stratégique avec Migros, dans un premier temps sans participation au capital. Migros ferme son propre site Internet, migros-shop.ch. Plus tard LeShop.ch reprend l’assortiment Migros ainsi que les clients en ligne en janvier 2004.
Au premier trimestre 2006, LeShop.ch enregistre le premier bénéfice opérationnel de son histoire. La Fédération des coopératives Migros (FCM) reprend 80 % du capital-actions de LeShop.ch SA et lance un programme d’investissement pour de futurs développements. En octobre 2006, le deuxième centre de distribution de LeShop.ch est inauguré à Ecublens (VD), en présence de la conseillère fédérale et ministre de l’économie Doris Leuthard. Le siège de LeShop.ch est transféré à Ecublens.
En novembre 2008, LeShop.ch franchit pour la première fois la barre des 100 millions de chiffre d’affaires. En juin 2009, grâce à un système de caisse isotherme contenant de la glace carbonique, il est le premier prestataire suisse à proposer la livraison de produits surgelés.
À partir de janvier 2010, les clients peuvent aussi faire leurs achats en ligne au moyen de leur smartphone ou tablette et d’une application pour iPhone de LeShop.ch. Dès août 2011, une coopération avec Denner, autre filiale de Migros, permet également de commander un assortiment de vins Denner sur LeShop.ch.
En juin 2012, LeShop.ch lance une application iPad. La part des ventes commandées depuis un appareil mobile augmente rapidement. À la fin septembre 2013, plus d’un quart des commandes (27 %) sont effectuées via tablette ou smartphone.
Les clients dépensent en moyenne 248 francs par achat (moyenne des corbeilles du 1er au 3e trimestre 2013). LeShop.ch livre environ 3000 clients par jour, principalement le lundi et le vendredi.

### 2012 à 2020
Le premier LeShop.ch Drive est ouvert en octobre 2012. Le concept, tel qu’il est pratiqué (entreposage sur place, commande deux heures avant le retrait de la marchandise), constitue une innovation sur le marché suisse. L’ouverture d’un deuxième centre de retrait pilote Drive à Staufen (AG) en septembre 2014 a « bien démarré », selon les médias. Parallèlement, ce service est « pour la première fois disponible dans toute la Suisse centrale ». De même, depuis 2014, environ 300 produits bio de la ligne Alnatura sont livrables – LeShop.ch est actuellement le seul distributeur de ces produits en Suisse.
Le projet pilote RAIL lancé à titre de test avec les CFF s’est achevé en 2014; les informations récoltées seront intégrées dans son futur développement.
En 2013, Dominique Locher succède à Christian Wanner en tant que directeur général. Sous sa direction, les premiers lieux de retrait PickMup ouvriront en 2015. Les clients, qui passent leur commande en ligne, peuvent ainsi se rendre 24 heures plus tard au point de retrait de leur choix pour y retirer leurs achats. Les nouveautés ont déjà eu des répercussions positives sur le chiffre d’affaires en 2014 : LeShop.ch a poursuivi sa croissance et a vendu des denrées alimentaires en ligne pour une valeur de 165 millions de francs – soit 7 millions de francs de bénéfices supplémentaires, resp. +4,4 % en comparaison de l’exercice 2013. « Les ventes de LeShop.ch, de Migros, sont en hausse », a-t-on pu lire dans les médias à propos de ces ventes record. Le supermarché en ligne accroît son chiffre d’affaires en 2015 de 6,6 %, soit 11 millions de francs et la société emploie 308 salariés.
Début 2017, LeShop présente le service In-car Delivery avec Volvo et La Poste. Les clients peuvent utiliser ce service pour faire livrer leurs achats directement dans le coffre de leur Volvo.
Le 3 novembre 2020, LeShop.ch change de nom et devient Migros Online dans le but de se rapprocher à Migros.

## Direction générale et conseil d’administration
Fin septembre 2013, Christian Wanner quitte ses fonctions de directeur général et passe le témoin à Dominique Locher, directeur de Marketing et Ventes depuis 2000. Sacha Herrmann, ancien directeur des Finances et des Ressources humaines, vient renforcer la Direction, en qualité de Directeur opérationnel (COO). Christian Wanner reste membre du Conseil d’administration.
Urs Schumacher succède à Dominique Locher, qui a quitté l'entreprise en 2017, et prend la direction de LeShop.ch en tant que CEO le 1er août 2017. Christian Wanner a également quitté LeShop.ch en 2017, Florian Teuteberg le remplace en tant que membre du Conseil d'administration. Katrin Tschannen reprend au 1er mars 2020 la direction de LeShop.ch et de "Migros Food Online" en qualité de CEO.